# Politique dans le Var
Le département français du Var est un département créé le 4 mars 1790. Les 153 actuelles communes, dont presque toutes sont regroupées en intercommunalités, sont organisées en 23 cantons permettant d'élire les conseillers départementaux. La représentation dans les instances régionales est quant à elle assurée par 27 conseillers régionaux. Le département est également découpé en huit circonscriptions législatives, et est représenté au niveau national par neuf députés et quatre sénateurs.
De 1790 jusqu'au 23 juin 1860, le département incluait également l'arrondissement de Grasse. À la suite de cette modification, le Var ne coule plus aujourd'hui dans le département auquel il a donné son nom.

## Histoire politique et rapports de force
Le Var est connu pour être très impulsif dans ses choix politiques et souvent en décalage avec les opinions nationales. Département laïc, il se rapproche un peu de la géopolitique du département des Bouches-du-Rhône. Sous la Révolution, une partie a soutenu la révolte fédéraliste de Toulon de 1793. Par la suite, il fait partie intégrante du Midi blanc, au sein d'un courant conservateur et royaliste.
En 1851, beaucoup de Varois ont soutenu la révolte contre le coup d'État de Louis-Napoléon Bonaparte. Le département possédait également, spécifiquement au sein du Midi rouge, la dénomination de « Var rouge » de 1851 à 1985, avec l'existence d'un important mouvement républicain lors du Seconde Empire, puis radical-socialiste. Ceci s'explique par la sociologie et l'économie particulière du département : avant tout rural (et viticole), mais également ouvrier par la présence du bassin industriel lié à l'arsenal maritime et l'existence d'une bourgeoisie toulonnaise décentralisée vis-à-vis de Paris. Dans la période de l'Après-guerre, le reflux du militantisme politique, l'installation importante de Pieds-noirs rapatriés et de néoretraités et l'évolution de la région devenue touristique, fait disparaitre l'influence du socialisme. Le département subit également l'influence des Alpes-Maritimes (le plus important organe de presse régionale dans l'est du département étant Nice-Matin proche du pouvoir médeciniste) au point qu'il faille parler de « Var bleu » après 1984.
À partir des années 1980, le Var glisse progressivement à droite, comme en témoigne le basculement du conseil général en 1985 ; à cette date, Édouard Soldani, président socialiste du département cède son siège à Maurice Arreckx (UDF). Le département donne également de très bons scores au Front national, notamment par la prise de Toulon en 1995. Ce changement géopolitique est en grande partie lié aux mutations sociologiques et économiques du département qui ont commencé vers les années 1970. Par ailleurs la classe politique varoise a plusieurs fois été marquée par des scandales, que ce soit de corruption ou de complicités avec le banditisme local, avec l'assassinat de la députée Yann Piat en 1994.
Lors des élections départementales de 2015, l'Union de la droite remporte les élections avec 40 sièges, les 6 autres sièges sont remportés par le FN.

## Représentation politique et administrative

### Préfets et arrondissements

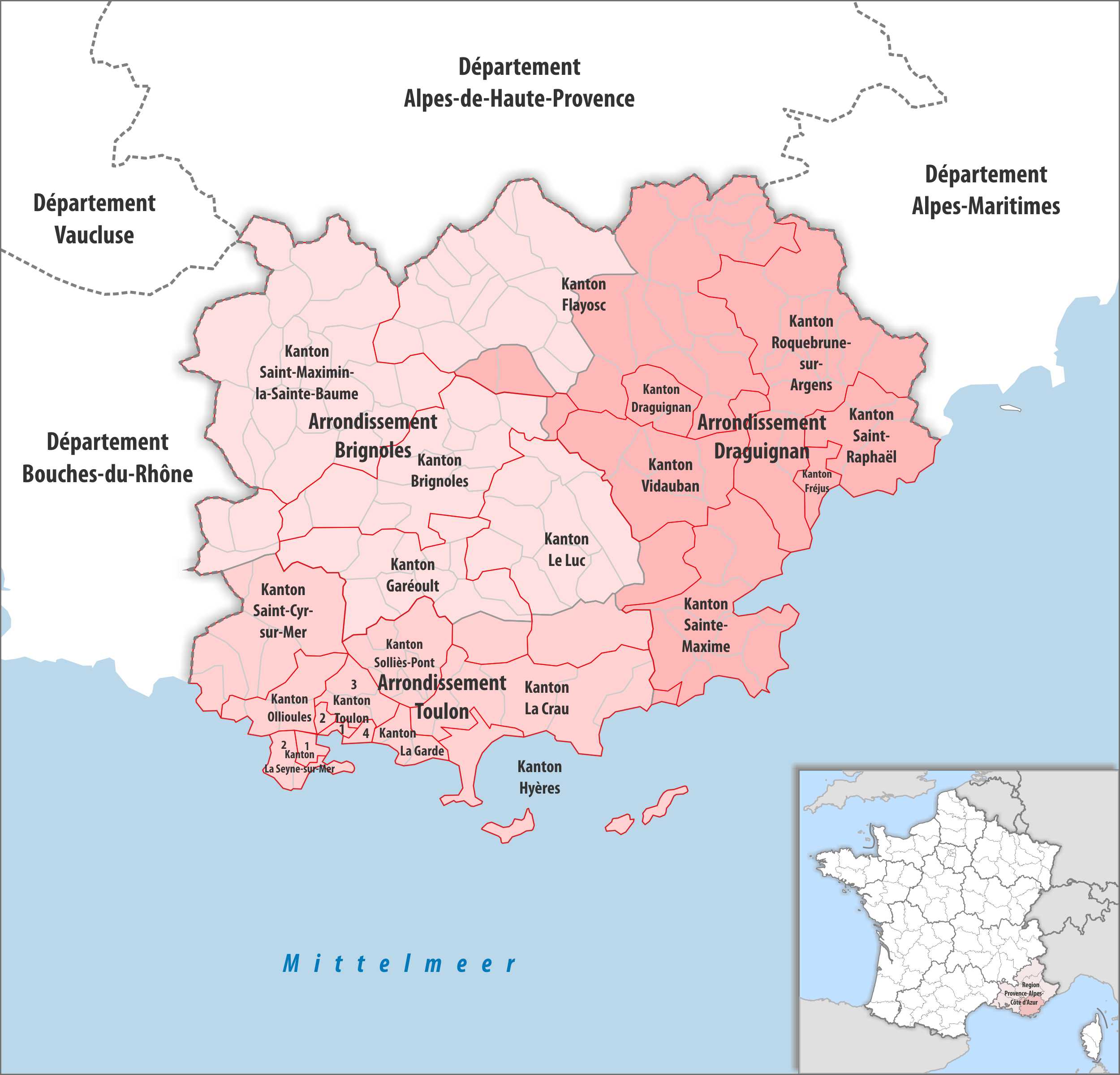
Arrondissements et cantons

La préfecture du Var est localisée à Toulon. Le département possède en outre trois sous-préfectures à Brignoles et Draguignan. L'arrondissement de Grasse a été transféré dans le département des Alpes-Maritimes en 1860.

### Députés et circonscriptions législatives

Circonscriptions et affiliations à l'issue des élections de 2024.

| Circ. | Nom                 |  | Parti | Groupe                             | Suppléant                  |
| ----- | ------------------- |  | ----- | ---------------------------------- | -------------------------- |
| 1re   | Yannick Chenevard   |  | RE    | Ensemble pour la République (app.) | Geneviève Levy             |
| 2e    | Laure Lavalette     |  | RN    | Rassemblement national             | Julien Argento             |
| 3e    | Stéphane Rambaud    |  | RN    | Rassemblement national             | Jean-Michel Eynard-Tomatis |
| 4e    | Philippe Lottiaux   |  | RN    | Rassemblement national             | Coline Houssays            |
| 5e    | Julie Lechanteux    |  | RN    | Rassemblement national             | Christophe Chiocca         |
| 6e    | Frank Giletti       |  | RN    | Rassemblement national             | Muriel Fiol                |
| 7e    | Frédéric Boccaletti |  | RN    | Rassemblement national             | Isabelle Delyon            |
| 8e    | Philippe Schreck    |  | RN    | Rassemblement national             | Sandrine Raynaud           |

### Sénateurs
| Nom              |  | Parti | Groupe                                        | Autres mandats (passés ou actuels)                          |
| ---------------- |  | ----- | --------------------------------------------- | ----------------------------------------------------------- |
| Michel Bonnus    |  | LR    | Les Républicains                              | Conseiller départemental du Var (Canton de Toulon-2)        |
| Jean Bacci       |  | LR    | Les Républicains                              | Conseiller municipal de Moissac-Bellevue                    |
| Françoise Dumont |  | LR    | Les Républicains                              | Conseillère départementale du Var (canton de Saint-Raphaël) |
| André Guiol      |  | TdP   | Rassemblement démocratique et social européen | Conseiller municipal de Néoules                             |

### Conseillers départementaux

Cantons et affiliations à l'issue des élections de 2021.

| Canton                        | Conseiller sortant    | Parti | Parti | Conseiller élu        | Parti | Parti |
| ----------------------------- | --------------------- | ----- | ----- | --------------------- | ----- | ----- |
| Brignoles                     | Chantal Lassoutanie   |       | LR    | Didier Bremond        |       | DVD   |
| Brignoles                     | Jean-Pierre Véran     |       | UDI   | Chantal Lassoutanie   |       | LR    |
| La Crau                       | Patricia Arnould      |       | DVD   | Patricia Arnould      |       | DVD   |
| La Crau                       | Marc Giraud           |       | LR    | Marc Giraud           |       | LR    |
| Draguignan                    | Jean-Bernard Miglioli |       | LR    | Grégory Loew          |       | DVC   |
| Draguignan                    | Marie Rucinski-Becker |       | LR    | Christine Niccoletti  |       | DVC   |
| Flayosc                       | Nathalie Perez-Leroux |       | DVD   | Nathalie Perez-Leroux |       | DVD   |
| Flayosc                       | Louis Reynier         |       | LR    | Louis Reynier         |       | LR    |
| Fréjus                        | Julie Lechanteux      |       | RN    | Christophe Chiocca    |       | RN    |
| Fréjus                        | Richard Sert          |       | DVD   | Sonia Lauvard         |       | RN    |
| La Garde                      | Alain Dumontet        |       | LR    | Jean-Louis Masson     |       | LR    |
| La Garde                      | Valérie Rialland      |       | UDI   | Valérie Rialland      |       | UDI   |
| Garéoult                      | Jacques Danvy         |       | RN    | Jean-Martin Guisiano  |       | DVD   |
| Garéoult                      | Jessica Hoet          |       | RN    | Marie-Laure Ponchon   |       | DVD   |
| Hyères                        | Véronique Bernardini  |       | LR    | Véronique Bernardini  |       | LR    |
| Hyères                        | Francis Roux          |       | UDI   | Francis Roux          |       | UDI   |
| Le Luc                        | Christine Amrane      |       | UDI   | Christine Amrane      |       | UDI   |
| Le Luc                        | Dominique Lain        |       | LR    | Dominique Lain        |       | LR    |
| Ollioules                     | Ferdinand Bernhard    |       | DVD   | Robert Bénéventi      |       | LR    |
| Ollioules                     | Lætitia Quilici       |       | LR    | Lætitia Quilici       |       | LR    |
| Roquebrune-sur-Argens         | François Cavallier    |       | LR    | Martine Arenas        |       | DVD   |
| Roquebrune-sur-Argens         | Josette Mimouni       |       | DVD   | Nicolas Martel        |       | DVD   |
| Saint-Cyr-sur-Mer             | Marc Lauriol          |       | DVD   | Marc Lauriol          |       | DVD   |
| Saint-Cyr-sur-Mer             | Andrée Samat          |       | DVD   | Andrée Samat          |       | DVD   |
| Saint-Maximin-la-Sainte-Baume | Sébastien Bourlin     |       | DVD   | Sébastien Bourlin     |       | DVD   |
| Saint-Maximin-la-Sainte-Baume | Séverine Vincendeau   |       | DVD   | Séverine Vincendeau   |       | DVD   |
| Saint-Raphaël                 | Guillaume Decard      |       | LR    | Guillaume Decard      |       | LR    |
| Saint-Raphaël                 | Françoise Dumont      |       | LR    | Françoise Dumont      |       | LR    |
| Sainte-Maxime                 | Alain Benedetto       |       | LR    | Véronique Lenoir      |       | DVD   |
| Sainte-Maxime                 | Muriel Lecca-Berger   |       | DVD   | Philippe Leonelli     |       | DVD   |
| La Seyne-sur-Mer-1            | Damien Guttierez      |       | DVD   | Lydie Onteniente      |       | LR    |
| La Seyne-sur-Mer-1            | Virginie Sanchez      |       | SE    | Ludovic Pontone       |       | LR    |
| La Seyne-sur-Mer-2            | Nathalie Bicais       |       | LR    | Nathalie Bicais       |       | LR    |
| La Seyne-sur-Mer-2            | Joseph Mulé           |       | LR    | Joseph Mulé           |       | LR    |
| Solliès-Pont                  | Bruno Aycard          |       | LR    | Bruno Aycard          |       | LR    |
| Solliès-Pont                  | Véronique Baccino     |       | LR    | Véronique Baccino     |       | LR    |
| Toulon-1                      | Robert Cavanna        |       | LR    | Josée Massi           |       | LR    |
| Toulon-1                      | Manon Fortias         |       | DVD   | Christophe Moreno     |       | LR    |
| Toulon-2                      | Michel Bonnus         |       | LR    | Michel Bonnus         |       | LR    |
| Toulon-2                      | Valérie Mondone       |       | LR    | Valérie Mondone       |       | LR    |
| Toulon-3                      | Thierry Albertini     |       | LR    | Thierry Albertini     |       | LR    |
| Toulon-3                      | Hélène Audibert       |       | LR    | Manon Fortias         |       | LR    |
| Toulon-4                      | Caroline Depallens    |       | LR    | Yannick Chenevard     |       | LR    |
| Toulon-4                      | Jean-Guy Di Giorgio   |       | LR    | Caroline Depallens    |       | LR    |
| Vidauban                      | Françoise Legraien    |       | LR    | Françoise Legraien    |       | LR    |
| Vidauban                      | Claude Pianetti       |       | LR    | Claude Pianetti       |       | LR    |

### Conseillers régionaux
Présidence : Renaud Muselier (Bouches-du-Rhône)
|            | Parti    | Siège |
| ---------- | -------- | ----- |
| Majorité   |          |       |
|            | DVD      | 9     |
|            | LR       | 6     |
|            | Horizons | 1     |
|            | UDI      | 1     |
|            | LC       | 1     |
| Opposition |          |       |
|            | RN       | 9     |

#### Période depuis 1985

Circonscriptions de 2017 à 2022

Résultats des élections régionales en région PACA

### Maires

Carte des 153 communes du Var au 1er janvier 2022.

| Commune                       | Maire                   |  | Parti | Élection | Population |
| ----------------------------- | ----------------------- |  | ----- | -------- | ---------- |
| Toulon                        | Josée Massi             |  | LR    | 2023     | 180 834    |
| La Seyne-sur-Mer              | Nathalie Bicais         |  | LR    | 2020     | 62 905     |
| Fréjus                        | David Rachline          |  | RN    | 2014     | 58 499     |
| Hyères                        | Jean-Pierre Giran       |  | LR    | 2014     | 55 384     |
| Draguignan                    | Richard Strambio        |  | DVD   | 2014     | 40 789     |
| Six-Fours-les-Plages          | Jean-Sébastien Vialatte |  | LR    | 1995     | 36 843     |
| Saint-Raphaël                 | Frédéric Masquelier     |  | LR    | 2017     | 36 632     |
| La Garde                      | Hélène Arnaud-Bill      |  | DVD   | 2022     | 26 316     |
| La Valette-du-Var             | Thierry Albertini       |  | LR    | 2018     | 23 660     |
| La Crau                       | Christian Simon         |  | LR    | 2008     | 19 416     |
| Brignoles                     | Didier Brémond          |  | LR    | 2017     | 17 846     |
| Saint-Maximin-la-Sainte-Baume | Alain Decanis           |  | DVG   | 2020     | 17 691     |
| Sanary-sur-Mer                | Daniel Alsters          |  | DVD   | 2021     | 17 938     |
| Roquebrune-sur-Argens         | Jean Cayron             |  | DVC   | 2020     | 15 006     |
| Sainte-Maxime                 | Vincent Morisse         |  | LR    | 2008     | 14 394     |
| Ollioules                     | Robert Bénéventi        |  | LR    | 1998     | 14 320     |
| Vidauban                      | Claude Pianetti         |  | LR    | 1995     | 12 712     |
| Cuers                         | Bernard Mouttet         |  | DVC   | 2020     | 12 841     |
| Saint-Cyr-sur-Mer             | Philippe Barthélemy     |  | LR    | 2000     | 11 668     |
| Solliès-Pont                  | André Garron            |  | DVD   | 2008     | 12 210     |
| Cogolin                       | Marc-Étienne Lansade    |  | REC   | 2014     | 12 076     |
| La Londe-les-Maures           | François de Canson      |  | DVD   | 2008     | 11 010     |
| Le Luc                        | Dominique Lain          |  | LR    | 2020     | 11 124     |
| Le Pradet                     | Hervé Stassinos         |  | LR    | 2014     | 10 582     |
| Le Beausset                   | Édouard Friedler        |  | DVG   | 2020     | 10 098     |

### Intercommunalités

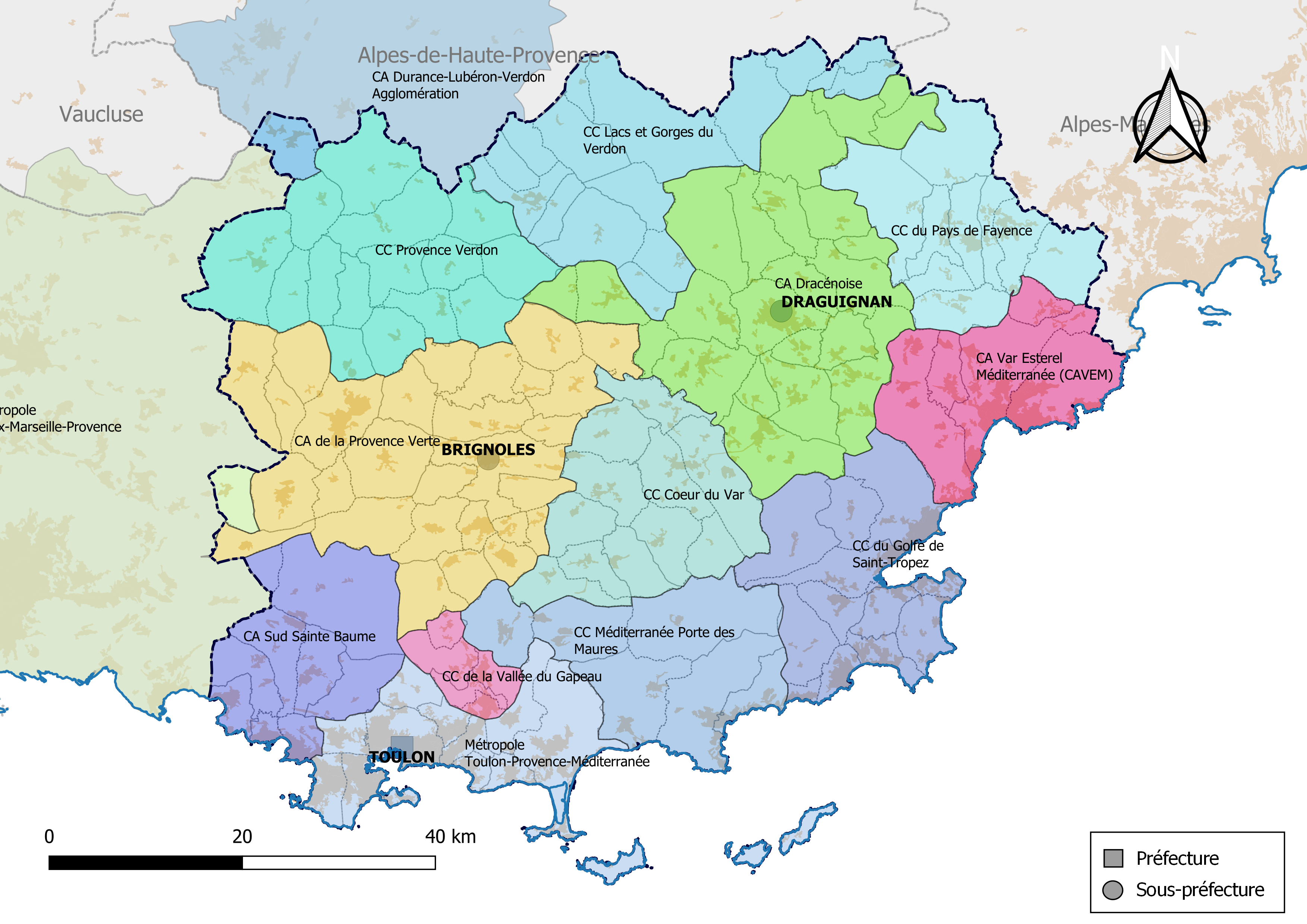
Communes et intercommunalités

| Métropole                                                  | Toulon-Provence-Méditerranée  | 12 |  | Hubert Falco              | DVD |
| Communauté d'agglomération                                 | Var Estérel Méditerranée      | 5  |  | Jordi dit Georges Ginesta |     |
| Communauté d'agglomération                                 | Dracénie Provence Verdon      | 23 |  | Olivier Audibert-Troin    |     |
| Communauté d'agglomération                                 | Provence Verte                | 28 |  | Didier Brémond            |     |
| Communauté d'agglomération                                 | Sud Sainte Baume              | 9  |  | Ferdinand Bernhard        |     |
| Communauté de communes                                     | Golfe de Saint-Tropez         | 12 |  | Vincent Morisse           |     |
| Communauté de communes                                     | Cœur du Var                   | 11 |  | Jean-Luc Longour          |     |
| Communauté de communes                                     | Méditerranée Porte des Maures | 6  |  | François de Canson        |     |
| Communauté de communes                                     | Vallée du Gapeau              | 5  |  | Christian Flour           |     |
| Communauté de communes                                     | Pays de Fayence               | 9  |  | René Ugo                  |     |
| Communauté de communes                                     | Provence Verdon               | 15 |  | Bernard De Boisgelin      |     |
| Communauté de communes                                     | Lacs et Gorges du Verdon      | 16 |  | Rolland Balbis            |     |
| Intercommunalités dont le siège est situé hors département |                               |    |  |                           |     |
| Communauté d'agglomération                                 | Durance-Luberon-Verdon        | 1  |  | Jean-Christophe Pétrigny  |     |
| Métropole                                                  | Aix-Marseille-Provence        | 1  |  | Martine Vassal            | LR  |

## Élections

### Cinquième République

#### Élections législatives
|      |      |      |      |      |      |      |      |      | 1re                                                | 1re                                                | 2e                                                 | 2e                                                 | 3e                                                 | 3e                                                 | 4e                                                 | 4e                                                 | 5e                                                 | 5e                                                 | 6e                                                 | 6e                                                 | 7e                                                 | 7e                                                 | 8e                                                 | 8e                                                 |
| ---- | ---- | ---- | ---- | ---- | ---- | ---- | ---- | ---- | -------------------------------------------------- | -------------------------------------------------- | -------------------------------------------------- | -------------------------------------------------- | -------------------------------------------------- | -------------------------------------------------- | -------------------------------------------------- | -------------------------------------------------- | -------------------------------------------------- | -------------------------------------------------- | -------------------------------------------------- | -------------------------------------------------- | -------------------------------------------------- | -------------------------------------------------- | -------------------------------------------------- | -------------------------------------------------- |
| 2024 | 2024 | 2024 | 2024 | 2024 | 2024 | 2024 | 2024 | 2024 |                                                    | RE                                                 |                                                    | RN                                                 |                                                    | RN                                                 |                                                    | RN                                                 |                                                    | RN                                                 |                                                    | RN                                                 |                                                    | RN                                                 |                                                    | RN                                                 |
| 2022 | 2022 | 2022 | 2022 | 2022 | 2022 | 2022 | 2022 | 2022 |                                                    | LREM                                               |                                                    | RN                                                 |                                                    | RN                                                 |                                                    | RN                                                 |                                                    | RN                                                 |                                                    | RN                                                 |                                                    | RN                                                 |                                                    | RN                                                 |
| 2017 | 2017 | 2017 | 2017 | 2017 | 2017 | 2017 | 2017 | 2017 |                                                    | LR                                                 |                                                    | LREM                                               |                                                    | LR                                                 |                                                    | LREM                                               |                                                    | MoDem                                              |                                                    | LREM                                               |                                                    | LREM                                               |                                                    | LREM                                               |
| 2012 | 2012 | 2012 | 2012 | 2012 | 2012 | 2012 | 2012 | 2012 |                                                    | UMP                                                |                                                    | UMP                                                |                                                    | UMP                                                |                                                    | UMP                                                |                                                    | UMP                                                |                                                    | UMP                                                |                                                    | UMP                                                |                                                    | UMP                                                |
| 2007 | 2007 | 2007 | 2007 | 2007 | 2007 | 2007 | 2007 | 2007 |                                                    | UMP                                                |                                                    | UMP                                                |                                                    | UMP                                                |                                                    | UMP                                                |                                                    | UMP                                                |                                                    | UMP                                                |                                                    | UMP                                                |                                                    |                                                    |
| 2002 | 2002 | 2002 | 2002 | 2002 | 2002 | 2002 | 2002 | 2002 |                                                    | UMP                                                |                                                    | UMP                                                |                                                    | UMP                                                |                                                    | UMP                                                |                                                    | UMP                                                |                                                    | UMP                                                |                                                    | UMP                                                |                                                    |                                                    |
| 1997 | 1997 | 1997 | 1997 | 1997 | 1997 | 1997 | 1997 | 1997 |                                                    | FN                                                 |                                                    | PS                                                 |                                                    | RPR                                                |                                                    | RPR                                                |                                                    | UDF                                                |                                                    | PS                                                 |                                                    | UDF                                                |                                                    |                                                    |
| 1993 | 1993 | 1993 | 1993 | 1993 | 1993 | 1993 | 1993 | 1993 |                                                    | UDF                                                |                                                    | UDF                                                |                                                    | UDF                                                |                                                    | RPR                                                |                                                    | UDF                                                |                                                    | UDF                                                |                                                    | UDF                                                |                                                    |                                                    |
| 1988 | 1988 | 1988 | 1988 | 1988 | 1988 | 1988 | 1988 | 1988 |                                                    | UDF                                                |                                                    | UDF                                                |                                                    | FN                                                 |                                                    | RPR                                                |                                                    | UDF                                                |                                                    | UDF                                                |                                                    | UDF                                                |                                                    |                                                    |
| 1986 | 1986 | 1986 | 1986 | 1986 | 1986 | 1986 | 1986 | 1986 | Scrutin proportionnel plurinominal par département | Scrutin proportionnel plurinominal par département | Scrutin proportionnel plurinominal par département | Scrutin proportionnel plurinominal par département | Scrutin proportionnel plurinominal par département | Scrutin proportionnel plurinominal par département | Scrutin proportionnel plurinominal par département | Scrutin proportionnel plurinominal par département | Scrutin proportionnel plurinominal par département | Scrutin proportionnel plurinominal par département | Scrutin proportionnel plurinominal par département | Scrutin proportionnel plurinominal par département | Scrutin proportionnel plurinominal par département | Scrutin proportionnel plurinominal par département | Scrutin proportionnel plurinominal par département | Scrutin proportionnel plurinominal par département |
| 1981 | 1981 | 1981 | 1981 | 1981 | 1981 | 1981 | 1981 | 1981 |                                                    | PS                                                 |                                                    | UDF                                                |                                                    | PS                                                 |                                                    | PS                                                 |                                                    |                                                    |                                                    |                                                    |                                                    |                                                    |                                                    |                                                    |
| 1978 | 1978 | 1978 | 1978 | 1978 | 1978 | 1978 | 1978 | 1978 |                                                    | PS                                                 |                                                    | UDF                                                |                                                    | UDF                                                |                                                    | UDF                                                |                                                    |                                                    |                                                    |                                                    |                                                    |                                                    |                                                    |                                                    |
| 1973 | 1973 | 1973 | 1973 | 1973 | 1973 | 1973 | 1973 | 1973 |                                                    | PS                                                 |                                                    | UDR                                                |                                                    | UDR                                                |                                                    | PCF                                                |                                                    |                                                    |                                                    |                                                    |                                                    |                                                    |                                                    |                                                    |
| 1968 | 1968 | 1968 | 1968 | 1968 | 1968 | 1968 | 1968 | 1968 |                                                    | FGDS                                               |                                                    | UDR                                                |                                                    | UDR                                                |                                                    | UDR                                                |                                                    |                                                    |                                                    |                                                    |                                                    |                                                    |                                                    |                                                    |
| 1967 | 1967 | 1967 | 1967 | 1967 | 1967 | 1967 | 1967 | 1967 |                                                    | FGDS                                               |                                                    | FGDS                                               |                                                    | UD-Ve                                              |                                                    | PCF                                                |                                                    |                                                    |                                                    |                                                    |                                                    |                                                    |                                                    |                                                    |
| 1962 | 1962 | 1962 | 1962 | 1962 | 1962 | 1962 | 1962 | 1962 |                                                    | SFIO                                               |                                                    | UNR-UDT                                            |                                                    | UNR-UDT                                            |                                                    | UNR-UDT                                            |                                                    |                                                    |                                                    |                                                    |                                                    |                                                    |                                                    |                                                    |
| 1958 | 1958 | 1958 | 1958 | 1958 | 1958 | 1958 | 1958 | 1958 |                                                    | UNR                                                |                                                    | UNR                                                |                                                    | UNR                                                |                                                    | UNR                                                |                                                    |                                                    |                                                    |                                                    |                                                    |                                                    |                                                    |                                                    |